# Collegio uninominale Sicilia - 05 (2017)
Il collegio elettorale uninominale Sicilia - 05 è stato un collegio elettorale uninominale della Repubblica Italiana per l'elezione del Senato tra il 2017 ed il 2022.

## Territorio
Come previsto dalla legge elettorale italiana del 2017, il collegio era stato definito tramite decreto legislativo all'interno della circoscrizione Sicilia.
Era formato dal territorio di tutta la provincia di Enna, dai comuni di Acquaviva Platani, Bompensiere, Butera, Caltanissetta, Campofranco, Delia, Gela, Marianopoli, Mazzarino, Milena, Montedoro, Mussomeli, Riesi, San Cataldo, Santa Caterina Villarmosa, Serradifalco, Sommatino, Sutera, Vallelunga Pratameno e Villalba nella provincia di Caltanissetta e dai comuni di Acquedolci, Capizzi, Caronia, Castel di Lucio, Cesarò, Mistretta, Motta d'Affermo, Pettineo, Reitano, San Fratello, San Teodoro, Sant'Agata di Militello, Santo Stefano di Camastra e Tusa nella città metropolitana di Messina.
Il collegio era parte del collegio plurinominale Sicilia - 01.

## Eletti
| Elezione | Elezione | Senatore        | Partito            |
| -------- | -------- | --------------- | ------------------ |
|          | 2018     | Pietro Lorefice | Movimento 5 Stelle |

## Dati elettorali

### XVIII legislatura
Come previsto dalla legge elettorale, 116 senatori erano eletti con sistema a maggioranza relativa in altrettanti collegi uninominali a turno unico.
| Candidati              | Candidati                 | Voti    | %     | Liste                                | Voti    | %     |
| ---------------------- | ------------------------- | ------- | ----- | ------------------------------------ | ------- | ----- |
|                        | Pietro Lorefice ✔️ Eletto | 92 503  | 46,73 | Movimento 5 Stelle                   | 92 503  | 46,73 |
|                        | Giovanna Candura          | 65 315  | 33,00 | Forza Italia                         | 40 655  | 20,54 |
| Lega                   | Giovanna Candura          | 65 315  | 33,00 | 12 745                               | 6,44    |       |
| Fratelli d'Italia      | Giovanna Candura          | 65 315  | 33,00 | 7 891                                | 3,99    |       |
| Noi con l'Italia - UDC | Giovanna Candura          | 65 315  | 33,00 | 4 024                                | 2,03    |       |
|                        | Annalisa Petitto          | 27 678  | 13,98 | Partito Democratico                  | 22 761  | 11,50 |
| +Europa                | Annalisa Petitto          | 27 678  | 13,98 | 2 113                                | 1,07    |       |
| Civica Popolare        | Annalisa Petitto          | 27 678  | 13,98 | 1 834                                | 0,93    |       |
| Italia Europa Insieme  | Annalisa Petitto          | 27 678  | 13,98 | 970                                  | 0,49    |       |
|                        | Angelo Marotta            | 5 578   | 2,82  | Liberi e Uguali                      | 5 578   | 2,82  |
|                        | Salvatore Sauna           | 2 468   | 1,25  | Il Popolo della Famiglia             | 2 468   | 1,25  |
|                        | Sandra Mangiameli         | 1 215   | 0,61  | Italia agli Italiani                 | 1 215   | 0,61  |
|                        | Pietro Muratore           | 1 034   | 0,52  | Potere al Popolo!                    | 1 034   | 0,52  |
|                        | Fabio Lipani              | 784     | 0,40  | Partito Valore Umano                 | 784     | 0,40  |
|                        | Carla Angrisano           | 772     | 0,39  | CasaPound                            | 772     | 0,39  |
|                        | Valerio Martorana         | 337     | 0,17  | PRI - ALA                            | 337     | 0,17  |
|                        | Angela Rivituso           | 258     | 0,13  | Lista del Popolo per la Costituzione | 258     | 0,13  |
| Totale                 | Totale                    | 197 942 | 100   |                                      | 197 942 | 100   |
|                        |                           |         |       |                                      |         |       |
| Voti non validi        | Voti non validi           | 9 092   | 4,39  |                                      |         |       |
| Votanti                | Votanti                   | 207 034 | 62,47 |                                      |         |       |
| Elettori               | Elettori                  | 331 390 |       |                                      |         |       |